# لوئیس هامون
ویلیام جان وارنر (زادهٔ ۱ نوامبر ۱۸۶۶ - درگذشتهٔ ۸ اکتبر ۱۹۳۶) که بیشتر با نام لوئیس هامون معروف به چیرو (به انگلیسی: Cheiro) شناخته می‌شود اختربین و غیب‌دان اهل ایرلند بود. لقب چیرو برگرفته از کلمهٔ cheir به‌خاطر مهارت او در کف‌بینی به او داده شده‌بود. چیرو یکی از افراد تأثیرگذار بر احیای کف‌بینی، در سال‌های پس از عصر روشنگری به‌شمار می‌آید. او یک روشن‌بین خودآموخته بود که در سال‌های جوانی و در دوران اقامتش در هند علوم عددشناسی، اختربینی و کف‌بینی را هم فرا گرفت. چیرو با استفاده از آموخته‌هایش پیشگویی‌هایی در مورد افراد مشهور و رخدادهای پیش رو انجام داد که به شهرتش انجامید.
پیش از آن‌که ساکن انگلستان شود مدتی در مصر زندگی کرد و در آن‌جا به شغل کف‌بینی مشغول بود. در آن دوره برای پیشگیری از بروز مشکل با خانواده‌اش، از نام مستعار استفاده می‌کرد. او در سال ۱۸۹۴ اولین کتابش با نام زبان دست چیرو را نوشت و در سال ۱۹۰۰ دنبالهٔ آن با نام راهنمای چیرو برای دست منتشر شد. این دو کتاب، عوامل اصلی احیای کف‌بینی به عنوان یک شکل محبوب از پیش‌گویی در دنیای مدرن بودند.